# Nihâl Atsız
Nihâl Atsız, de son vrai nom Hüseyin Nihâl Atsız, né le 12 janvier 1905 à Kadıköy et mort le 11 décembre 1975 à İstanbul, est un éminent écrivain, romancier et poète ultranationaliste turc. Nihâl Atsız s'est auto-identifié comme raciste, pan-turciste et touraniste,. Il était un critique de l'Islam dans la dernière partie de sa vie, en le définissant comme "une religion créée par les Arabes, pour les Arabes",. Il a été accusé d'être un sympathisant du Troisième Reich, et de comploter pour renverser le gouvernement turc.
Certains historiens estiment que les pogroms de Thrace, perpétrés en 1934 par des ultranationalistes turcs, ont été initiés par des articles écrits par le dirigeant pan-turc Cevat Rıfat Atilhan dans la revue Millî inkılâp (Révolution nationale) et par Nihâl Atsız dans la revue Orhun. Atsız est bien connu pour être un sympathisant de la doctrine raciste nazie. Dans ses écrits antisémites, il affirme que les Juifs ne s'intègrent pas à la culture turque et qu'ils monopolisent certains services. 

## Biographie
Nihâl Atsız est né le 12 janvier 1905 dans le quartier de Kadıköy à Istanbul. Son père était le commandant de la marine Mehmet Nail Bey, de la famille Çiftçioğlu de Torul , Gümüşhane ; et sa mère était Fatma Zehra, fille du commandant de la marine Osman Fevzi Bey, de la famille Kadıoğlu de Trabzon. Nihâl Atsız a eu deux fils de sa seconde épouse Bedriye Atsız, qu'il a épousée en 1935 : Yağmur Atsız, journaliste et écrivain de gauche, et le Dr Buğra Atsız, académicien et écrivain nationaliste ; il avait également une fille adoptive : Kaniye Atsız. À la suite des revendications territoriales du dictateur Mussolini sur la côte égéenne et méditerranéenne de la Turquie pendant la Seconde Guerre mondiale, il aurait envoyé une lettre à celui-ci pour le défier. Il a divorcé en 1975. Atsız avait un frère cadet, Nejdet Sançar, également une personnalité éminente de l'idéologie pan-turque. C'était aussi le nom d'au moins deux émirs seldjoukides, Atsiz (1098 - 1156) et Atsiz ibn Uwaq (mort en 1078 ou 1079).

### Vie professionnelle
Il a fréquenté deux écoles secondaires françaises (dont une en Égypte), une allemande et une turque et le lycée Kadıköy, avant de commencer à étudier à l'École militaire de médecine en 1922, mais a été expulsé en raison de son opinions et activités ultra-nationalistes alors qu'il refusait de saluer un officier d'origine arabe qui était d'un rang supérieur au sien en 1925. Par la suite, il devint assistant du professeur Fuat Köprülü à l'Université d'Istanbul. Il a contesté la thèse d'histoire turque et à la suite de cet incident, il a été renvoyé de l'université en 1932. Après avoir travaillé dans les lycées de Malatya et d' Edirne en tant qu'enseignant, mais en raison de son défi persistant de la thèse d'histoire turque, il a souvent rencontré des difficultés dans sa carrière. À la suite de son emprisonnement en raison des Procès de Racisme-Turanisme en 1944–1945 il n'a pas été réembauché comme un enseignant et seulement en 1949, il a été employé à la Bibliothèque Süleymaniye. Il est retourné à l'enseignement pendant plusieurs années, pour revenir finalement à la Bibliothèque en 1952. Il y a été actif jusqu'en 1969. Après sa retraite en 1969, il a continué à publier Ötüken.

## Entrée en politique
Nihâl Atsız était un idéologue important qui a vécu pendant les premières années de la République de Turquie. Son entourage a attaqué la direction d' Atatürk , condamné la politique étrangère de la Turquie, et en particulier la politique d'apaisement vis-à-vis de l'Union soviétique. Plus important encore, ses partisans ont ridiculisé les tentatives kémalistes de relier les Turcs aux premières civilisations anatoliennes et mésopotamiennes à l'époque d'Atatürk. Ses opinions sur Atatürk sont devenues plus positives après le coup d'État militaire contre le Parti démocrate en 1960 et il a souligné le nationalisme d'Atatürk dans ses écrits. Il se voit proposer d'être candidat aux élections législatives de 1961 par le Parti de la justice  pour Kütahya, mais il n'a pas accepté.
Il était surtout connu pour ses opinions nationalistes, sa campagne active contre les communistes turcs et son adhésion aux anciennes traditions turques tengristes. Atsız considérait le racisme et le pan-turquisme comme les deux principales composantes du nationalisme turc et contestait les idéologues comme Ziya Gökalp ou Hamdullah Suphi Tanriöver qui ne partageaient pas son point de vue sur le racisme, cependant, selon lui, le racisme « il ne s'agit pas de mesurer la tête, d'analyser le sang ou de compter sept ancêtres comme le prétendaient quelques faux cinglés » et lors des procès contre le racisme et le turanisme, il a déclaré qu'il comptait en partie des non-Turcs qui ont beaucoup servi la turcité (par exemple Bayezid Ier) et n'ont pas non plus le sentiment d'une autre race de Turcs. Il était parmi les auteurs qui ont influencé un type de nationalisme turc connu sous le nom de mouvement Ülkücü (traduit par "idéaliste "), un mouvement nationaliste plus tard associé à Alparslan Türkeş (et qui a finalement conduit à une rupture avec l'ancienne idéologie d'Atsız du Pan-turquisme, au motif qu'il se réconcilie avec l'Islam au lieu de le dénoncer comme "religion arabe", ce qu'Atsız a précédemment déclaré). Il a écrit que les Kipchaks de Lituanie et de Kirghiz sont du même sang et donc Turcs, mais que les "étrangers" vivant en Turquie comme les Juifs ou les « Nègres » ne sont pas Turcs même s'ils parlent turc. Le kémalisme , qui avait été si durement condamné dans son roman « Dalkavuklar Gecesi » ( La Nuit des flagorneurs ), est l'idéologie fondatrice de la République de Turquie. La nature et le type de nationalisme d'Atatürk au début de la période républicaine (1923-1950) avaient depuis 1923 interprété l'identité turque à la lumière des principes constitutionnels qui assimilaient la « turquité » au fait d'être un citoyen turc.. Identifiant tous les citoyens turcs comme des Turcs proprement dits, les trois constitutions de l'ère républicaine étaient complètement et positivement aveugles aux différences ethniques et religieuses entre les citoyens turcs et dissociaient la « turcité » de son sens populaire : c'est-à-dire le nom d'un groupe ethnique. Les partisans de ce point de vue soutiennent que les hommes d'État républicains ont rejeté le modèle allemand de nationalisme ethnique et ont imité le modèle français de nationalisme civique en réduisant la «turquité» à une catégorie juridique uniquement. En d'autres termes, les citoyens de Turquie qui se trouvaient être d'origine kurde, grecque, arménienne, juive ou assyrienne n'avaient qu'à accepter un plébiscite, selon ce point de vue, pour profiter de l'opportunité de la turquification, en ce qui concerne leur statut de citoyen, et d'obtenir la pleine égalité avec les Turcs de souche, à condition qu'ils restent fidèles à leur part du marché.
En 1934, il avait écrit que "le Juif" était parmi "les ennemis intérieurs de la Turquie" mais en 1947, il louait le peuple juif pour avoir donné l'exemple d'un nationalisme fort (le Sionisme) : en effet, les Juifs ont réussi «à récupérer la terres qu'ils avaient perdues il y a 2 000 ans et de faire revivre l'hébreu qui n'est resté que dans les livres et qui est devenu une langue parlée.»
Il pensait que les Turcs et les non-Turcs ne devaient pas se marier entre eux et que l'amour n'avait pas la même valeur que les sentiments nationalistes. Il croyait en outre que le nationalisme était supérieur à la religion et que l'Islam était une manifestation de la lutte des Arabes pour former une nation.

### Roman
- (tr) Nihâl Atsız, Dalkavuklar Gecesi, 1941.
- (tr) Nihâl Atsız, Bozkurtların Ölümü, 1946.
- (tr) Nihâl Atsız, Bozkurtlar Diriliyor, 1949.
- (tr) Nihâl Atsız, Deli Kurt, 1958.
- (tr) Nihâl Atsız, Z Vitamini, 1959.
- (tr) Nihâl Atsız, Ruh Adam, 1972.

### Sur Nihâl Atsız
- Jacob M. Landau, Ultra-Nationalist Literature in the Turkish Republic: A Note on the Novels of Hüseyin Nihâl Atsiz, vol. XXXIX-2, Middle Eastern Studies, avril 2003, p. 204-210.